# 皋陶

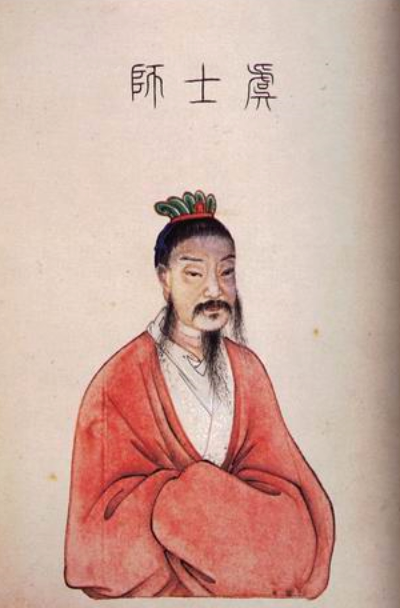
虞士師像（取自清乾隆年間《歷代名臣像解》）

皋陶（中古擬音：kau jeu，音同「高遙」，？—？），偃姓，又作皋繇、咎陶、咎繇（發音同前），是舜帝和夏朝初期的一位贤臣。传说中生于尧帝统治的时候，曾经被舜任命为掌管刑法的「理官」，以正直闻名天下，被奉为中国司法鼻祖。

## 生平
舜在任命禹担任司空，治水的时候，禹万分辞让，推荐稷、契和皋陶担任这一职位。但是，舜还是把这一职位交给了禹。并且对皋陶说：“皋陶，现在蛮夷侵扰华夏，坏人为非作歹，你就担任司法官（士），处刑要让人信服，流放罪分为不同等级，而远近不同。只有公正明允，才能取得民众的信任。”皋陶上任後，定刑法，制教规，推行“五刑”、“五教”。从此，社会和谐，天下大治。
传说皋陶还使用一种叫獬豸的怪兽来决狱。獬豸类似羊，但只有一只角。据说它很有灵性，有分辨曲直、确认罪犯的本领。皋陶判决有疑时，便将这种神异的动物放出来，如果那人有罪，獬豸就会顶触，无罪则否。史书上说皋陶为大理，天下无虐刑、无冤狱，那些卑鄙的小人非常畏惧，纷纷逃离，至使天下太平。舜帝极为欣赏皋陶的成绩，便把他封于皋。“皋陶治狱，其罪疑者，令羊触之，有罪则触，无罪则不触。”这描述的与苏美尔、古犹太等文明肇始时神权祭司（巫师）主持的占卜来审理诉讼案件的“神判”一致。一直以來有“皋陶造狱”的传说，所謂“皋陶造狱，划地为牢”，皋陶后来被奉为狱神。
皋陶历经尧、舜、禹三世，功高德厚。皋陶曾经协助大禹治水。禹为了报答皋陶，把他封在皋城，在今安徽省六安市。就此，皋陶成为古代六安国始祖，故今六安称为皋城。

## 晚年

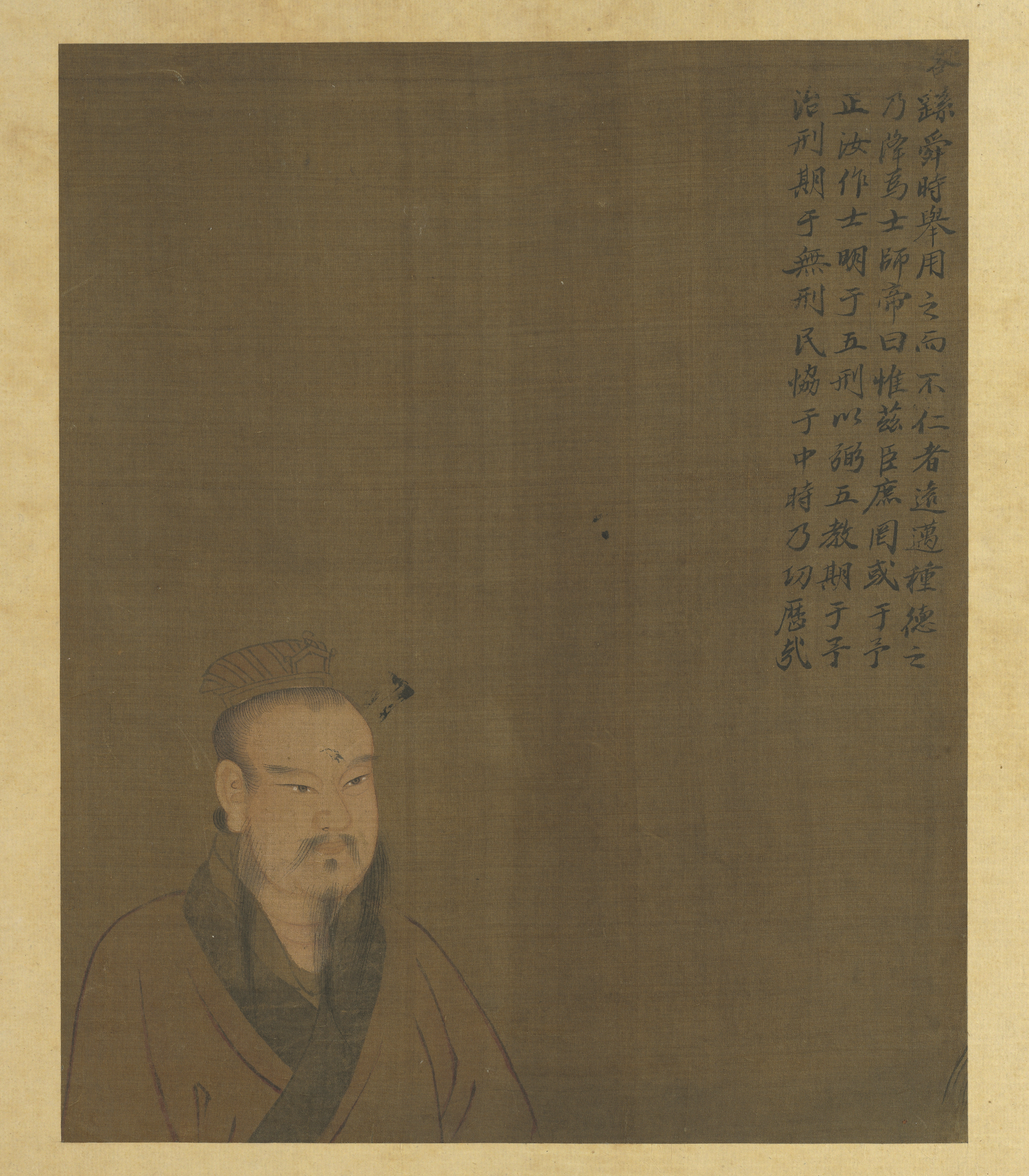

禹继帝位後，为了尊重禅让制，推举皋陶当继承人，并让他全权处理政务。但是皋陶在禹帝死前就逝世了，传说活到106岁。皋陶的死让禹又把帝位让给了伯益。
皋陶的墓冢遗存至今，在今安徽省六安市经济技术开发区皖西大道北侧。

## 死后
禹念皋陶之功，封皋陶之后于英国、六国。西元743年，唐玄宗追尊李唐皇室遠祖皋陶為皇帝，並上尊諡為德明皇帝。

## 史书记载
《史记》、《虞书》、《左传》、《水经注》、《括地志》、《尚书·皋陶篇》、《太平寰宇记》对皋陶有详细的记载。

## 杂录
- 《考工记·攻皮之工》中记载，韗人为皋陶。
- 苏轼在他的《刑赏忠厚之至论》中写了一个典故：当尧之时，皋陶为士，将杀人。皋陶曰：‘杀之。’三；尧曰：‘宥之。’三。不过，这是苏轼效仿孔融编出来的假故事。
- 舜有天下，选于众，举皋陶，不仁者远矣！汤有天下，选于众，举伊尹，不仁者远矣！ （论语．颜渊二十一）

## 与大业的混淆
《列女传》班昭注、王符《潜夫论》和郑玄《毛诗谱》均把伯益充当皋陶之子，此后高诱《吕氏春秋注》、陆德明《经典释文》、张守节《史记正义》、孔颖达《毛诗正义》、邢昺《论语注疏》、《新唐书》、郑樵《通志·氏族略》一直沿用了这种说法，认为大業和皋陶是同一人。但梁玉绳指出把伯益充当皋陶之子是刘向、郑玄等人的错误理解所导致的，并详细论证此说有误。李学勤也指出以伯益充当皋陶之子，完全违背了《史记·秦本纪》的记载，而《秦本纪》的记载出自秦人自己的史籍，当以此为准。

## 影視形象
- 2010年电视剧《嫦娥》：关少曾饰
- 2015年电视剧《大舜》：张永刚饰